# Fenglin (köpinghuvudort i Kina, Zhejiang Sheng, lat 28,32, long 120,76)
Fenglin (kinesiska: 枫林, 枫林镇) är en köpinghuvudort i Kina. Den ligger i provinsen Zhejiang, i den östra delen av landet, omkring 220 kilometer söder om provinshuvudstaden Hangzhou. Antalet invånare är 16 574. Befolkningen består av 8 148 kvinnor och 8 426 män. Barn under 15 år utgör 21,0 %, vuxna 15-64 år 60 %, och äldre över 65 år 18,0 %.
Runt Fenglin är det tätbefolkat, med 819 invånare per kvadratkilometer. Fenglin är det största samhället i trakten. I omgivningarna runt Fenglin växer i huvudsak blandskog.
Genomsnittlig årsnederbörd är 2 185 millimeter. Den regnigaste månaden är juni, med i genomsnitt 368 mm nederbörd, och den torraste är januari, med 71 mm nederbörd.